# Lestodiplosis crataevae
Lestodiplosis crataevae är en tvåvingeart som först beskrevs av Mani 1934.  Lestodiplosis crataevae ingår i släktet Lestodiplosis och familjen gallmyggor. Inga underarter finns listade i Catalogue of Life.